# NSG Rheinvorland im Orsoyer Rheinbogen, mit Erweiterung
NSG Rheinvorland im Orsoyer Rheinbogen, mit Erweiterung este o arie protejată (arie specială de conservare — SAC, sit de importanță comunitară — SCI) din Germania întinsă pe o suprafață de 397,01 ha, integral pe uscat.

## Localizare
Centrul sitului NSG Rheinvorland im Orsoyer Rheinbogen, mit Erweiterung este situat la coordonatele 51°34′07″N 6°38′19″E / 51.5686°N 6.6386°E.

## Înființare
Situl NSG Rheinvorland im Orsoyer Rheinbogen, mit Erweiterung a fost declarat sit de importanță comunitară în octombrie 2000 pentru a proteja . Situl a fost protejat și ca arie specială de conservare în aprilie 2009.

## Biodiversitate
Situată în ecoregiunea atlantică, aria protejată conține 3 habitate naturale: Râuri cu maluri nămoloase cu vegetație de Chenopodion rubri p.p. și Bidention p.p., Fânețe de joasă altitudine (Alopecurus pratensis, Sanguisorba officinalis), Păduri aluvionare cu Alnus glutinosa și Fraxinus excelsior (Alno-Padion, Alnion incanae, Salicion albae).
La baza desemnării sitului se află un număr nedeclarat de specii protejate:
Pe lângă speciile protejate, pe teritoriul sitului au mai fost identificate 7 specii de plante, 2 specii de amfibieni.